# La Loba
La Loba é uma telenovela venezuelana exibida em 1973 pela Venevisión.

## Elenco
- Ada Riera - Virginia Galván/ Angélica de Montemar
- Martín Lantigua - Marcos Villena
- América Alonso
- Herminia Martínez
- Elena Farías
- Orlando Urdaneta
- Zoé Ducos - Erika Heller